# Saint-Hilaire (Allier)
 Saint-Hilaire  ist eine französische Gemeinde mit 508 Einwohnern (Stand 1. Januar 2022) im Département Allier in der Region Auvergne-Rhône-Alpes. Sie gehört zum Arrondissement Moulins und zum Kanton Bourbon-l’Archambault.

## Geographie
Die Gemeinde liegt etwa 30 Kilometer westlich von Moulins am Flüsschen Morgon. Im Nordwesten liegt der Stausee Étang de Chalonnière, der vom Flüsschen Villesavoie gebildet wird, das hier noch Ruisseau de Saint-Hilaire genannt wird. Nachbargemeinden sind Saint-Aubin-le-Monial im Norden, Gipcy im Osten, Rocles im Süden und Buxières-les-Mines im Westen.

## Bevölkerungsentwicklung
| Jahr                       | 1962 | 1968 | 1975 | 1982 | 1990 | 1999 | 2006 | 2014 | 2019 |
| Einwohner                  | 1008 | 902  | 700  | 650  | 595  | 567  | 545  | 520  | 529  |
| Quellen: Cassini und INSEE |      |      |      |      |      |      |      |      |      |

## Sehenswürdigkeiten
Siehe: Liste der Monuments historiques in Saint-Hilaire (Allier)